# Steve Hammond
Steve Hammond (Londen, 1939 - Port Hueneme, 1989) was een Brits gitarist en songwriter.
Toen Hammond vijf was verhuisde hij naar Canada. Hij leerde daar klarinet en gitaar spelen. In 1963 verhuisde Steve Hammond terug naar Engeland en bood onderdak aan Blue Weaver. Zij komen samen in de band Tawny Reed & The Heatwave. Er worden singles uitgegeven, maar het onbekend of Hammond daarop meespeelde. Even later (1966) komt Hammonds eerste solosingle uit A world is wrapped around my neck. Na nog een single kwam Hammond terecht bij Chris Farlowe, op zijn verzamelalbum The last goodbye verschijnt Black sheep of the family van Hammond. Bij Farlowe speelde ook Peter Robinson. In 1969 neemt Eric Burdon en The Animals het nummer Gemini op voor zijn album Love is. In 1969 speelde Hammond mee op het soloalbum van Johnny Almond Patent Pending. Er volgt een single van The Hill van Robinson, Hammond, Bruce Waddell, Paul Buckmaster en Colin Davey. Een single Sylvie geschreven door Hammond verscheen. In 1969 tot en met 1971 maken zowel Robinson en Hammond deel uit van de Chris Barber Jazz Band en spelen mee met Mick Farrens Mona. In 1969 ontstond ook Quatermass, Robinson speelt en neemt drie nummers van Hammond mee waaronder eerder genoemde Black sheep en Gemini. In 1970 is het Chris Farlowe and The Hill met Robinson en Hammond. 
In 1970 trad Hammond toe tot Fat Matress waarin opnieuw Blue Weaver, maar ook Jim Leverton. In 1971 speelde hij mee op het album Jonathan van Jonathan Swift om vervolgens terug te keren naar Chris Barber. In datzelfde jaar speelde hij mee op Rupert Hines Pick up a bone. In 1974 schreef hij mee aan de muziek van Flash Fearless. In 1975 kwam zijn Black sheep weer boven water door een opname van Ritchie Blackmores Rainbow. Laat jaren ’70 schreef hij nog mee aan liedjes voor Meal Ticket.
In 1989 overleed Hammond in Port Hueneme.